# ラリー・マクボイ

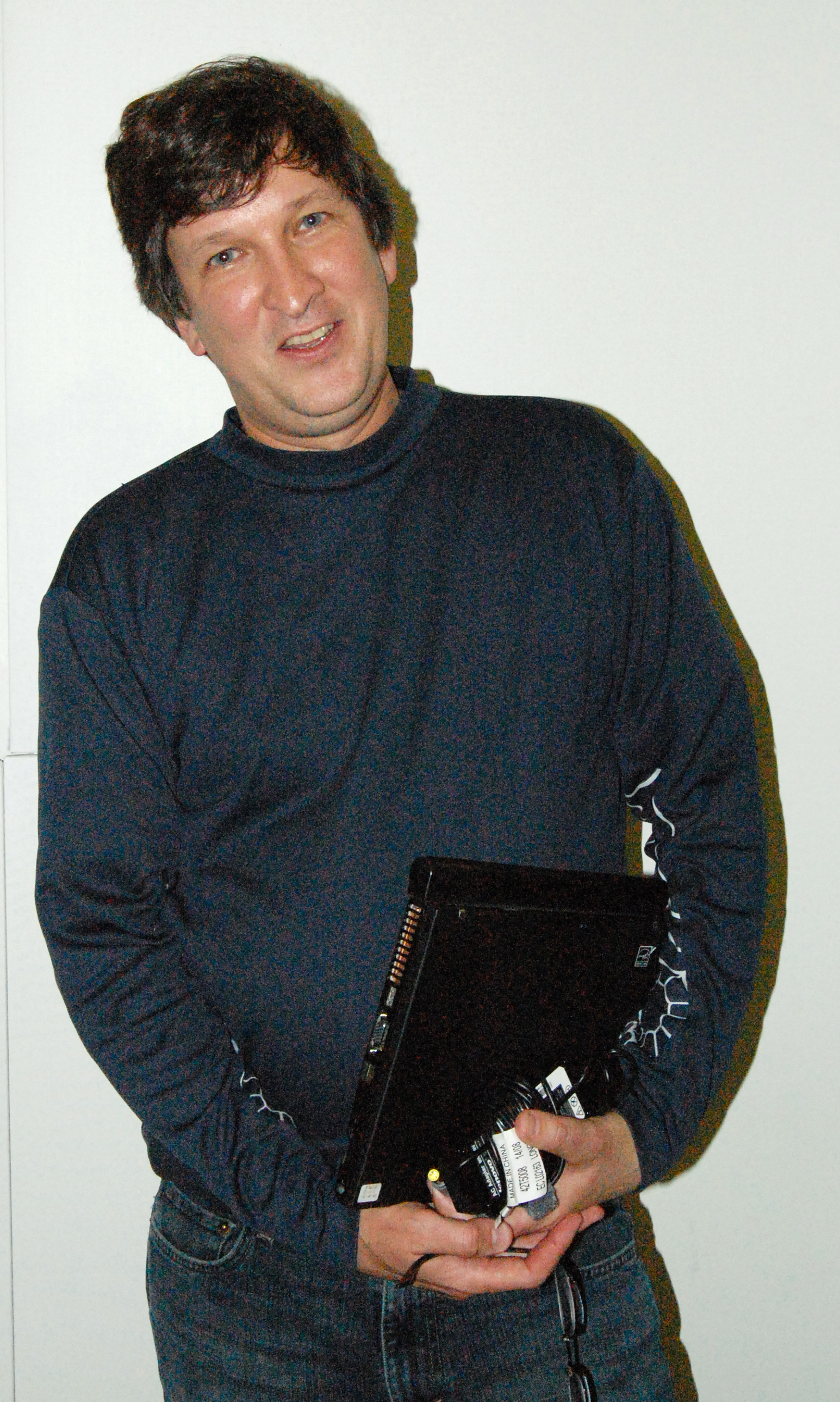
ラリー・マクボイ

ラリー・マクボイ（Larry McVoy, 1962年マサチューセッツ州コンコード生まれ）は、BitMover の CEO。この会社は、2002年2月から2005年初頭まで Linux カーネルのソースコードを管理するバージョン管理システムとして用いられていた、BitKeeper を開発した。
マクボイは、ウィスコンシン大学マディソン校から計算機科学の学士号を1985年に修士号を1987年にそれぞれ授与されている。その後、サン・マイクロシステムズ、シリコングラフィックス、Google に雇用されていた経歴があり、雇用主の開発する様々な Unix オペレーティングシステムの性能向上などに携わった。サンに勤務中、TeamWare というピアツーピア SCM システムに取り組み、これがその後に BitKeeper の基礎となった。

## Linux
マクボイが Linux カーネルに始めて関わったのはバージョン 0.9.7 の頃で、LMbench カーネルベンチマークの開発を行った。LMbench は2009年までカール・スタエリン (Carl Staelin) によりメンテナンスされた。
彼は BitKeeper ソース管理システムも開発し、Linux の開発プロセスに組み込まれたが、マクボイと Linux 開発コミュニティの一部との対立を契機として git の開発が開始され、2005年から Linux カーネルのソース管理システムとして使われるようになった。

## Sourceware オペレーティングシステム
サンにて勤務中の1990年代初め、マクボイと Unix コミュニティの中心メンバーは、サンの旗艦 Unix 製品だった SunOS をオープンソース化し、マイクロソフトの新オペレーティングシステム Windows NT との競争を終わらせるよう要求した。この提案が受け入れられていれば、Linux がバージョン 1.0 に到達する前にコピーレフト版 SunOS が作成されていたことになる。

## 自著
- McVoy, L.; Kleiman, S. (1991). Extent-like Performance from a UNIX File System. pp. 33–44.